# Belotić (gmina Bogatić)
Belotić (cyr. Белотић) – wieś w Serbii, w okręgu maczwańskim, w gminie Bogatić. W 2011 roku liczyła 1557 mieszkańców.